# Xylopia strilophylla
Xylopia strilophylla là loài thực vật có hoa thuộc họ Na. Loài này được Standl. miêu tả khoa học đầu tiên.